# Schlatt (Autriche)
Pour les articles homonymes, voir Schlatt.
Schlatt est une commune autrichienne du district de Vöcklabruck en Haute-Autriche.